# Георгиу, Ставрос
Ставрос Георгиу (греч. Σταύρος Γεωργίου; 14 сентября 1972, Фамагуста, Кипр) — кипрский футболист, защитник. Выступал за сборную Кипра. Тренер.

## Биография

### Клубная карьера
Профессиональную карьеру начал в 1997 году в клубе «Аполлон» Лимасол, за который в дебютном сезоне сыграл 21 матч и забил 3 гола в чемпионате Кипра. В 1998 году перешёл в «Этникос» Ахна, где быстро стал игроком основы. По ходу сезона 2001/02 перешёл в АПОЭЛ и по итогам сезона выиграл с командой чемпионат Кипра. В дальнейшем достижение удалось повторить в сезоне 2003/04. По ходу сезона 2006/07 Георгиу вернулся в «Этникос», за который сыграл ещё 7 матчей. В 2007 году перешёл в клуб третьего дивизиона ПАЕЕК, которому в том же сезоне помог выйти во второй дивизион, где выступал вплоть до окончания карьеры в 2012 году.

### Карьера в сборной
Дебютировал за сборную Кипра 11 октября 2003 года в матче отборочного турнира чемпионата Европы 2004 против сборной Словении, в котором отметился забитым голом и помог команде добыть ничью 2:2. Всего в период с 2003 по 2005 год провёл за сборную 10 матчей и забил 1 гол. В своём последнем товарищеском матче против сборной Ирака 13 августа 2005 года появился на поле в качестве капитана команды.

## Достижения
АПОЭЛ
- Чемпион Кипра: 2001/02, 2003/04
- Обладатель Кубка Кипра: 2005/06